# Los Capbloncs (Salàs de Pallars)
Los Capbloncs és un indret del terme municipal de Salàs de Pallars, al Pallars Jussà.
Està situat al nord-est del terme, a llevant dels Monts i a la vora dreta de la Noguera Pallaresa, al pantà de Sant Antoni. La carretera C-13 travessa els Capbloncs.